# Stipe Matijević
Stipe Matijević (Kostanje, 21. rujna 1887. − Argentina, 3. kolovoza 1972.), hrvatski političar iz Kostanja.

## Životopis
Rodio se je u poljičkom selu Kostanjama 1887. godine. 
Izabran je 1927. kao HSS-ov kandidat za zastupnika za kotar Makarsku u Narodnu skupštinu. Bio je u predsjedništvu HSS-a.
Bio je u beogradskoj Skupštini kad je Puniša Račić izvršio atentat na Stjepana Radića. U prvom su redu sjedili Đuro Basariček, Ivan Granđa, Ivan Pernar, Svetozar Pribičević, Stjepan Radić, a iza njih Rude Bačinić, Stjepan Košutić, Jakov Jelašić, Stipe Matijević i Ante Pavlović. Matijević se prvi snašao i isprsio se pred Račićev pištolj da zaštiti Radića.
1941. godine prišao je ustašama. Imenovan je na mjesto doglavnika. Poslije je bio u Doglavničkom vijeću Glavnog ustaškog stana. Emigrirao je krajem rata. Njegova su sina Duška Matijevića boljševici osudili na manju vemensku kaznu, no usprkos blagoj kazni, mučili su ga i ubili.
Jedan od suosnivača Hrvatskog oslobodilačkog pokreta 1956. godine.